# Ahmet Adnan Saygun

Ahmet Adnan Saygun in 1988

Ahmet Adnan Saygun, beter bekend als Adnan Saygun (İzmir, 7 september 1907 - Istanboel, 6 januari 1991) was een Turkse componist van klassieke muziek, etnomusicoloog en schrijver over muziek. Saygun wordt musicologisch ingedeeld als lid van een groep die ‘De Turkse vijf’ is gaan heten: een vijftal Turkse componisten die in de eerste 10 jaar van de 20e eeuw zijn geboren en allen de Turkse muziek met klassieke westerse invloeden vermengden. (Naast Saygun waren dat: Ulvi Cemal Erkin, Cemal Reşit Rey, Hasan Ferit Alnar en Necil Kazim Akses.)

## Biografie
Saygun was de zoon van een wiskundeleraar in İzmir. Hij kreeg een opvoeding met veel aandacht voor de cultuur. Zijn vader had een passie voor literatuur en leerde zijn zoon Engels en Frans. De jonge Ahmet maakte daarnaast kennis met zowel de Turkse als de westerse klassieke muziek. Door de gemengde samenstelling van de bevolking van de stad, met naast een Turkse bevolkingsgroep ook een grote groep Grieken, kon Saygun zijn culturele horizon verbreden. Op 13-jarige leeftijd kreeg hij pianoles, terwijl hij ook de Turkse luit en de oed leerde bespelen. Via zelfstudie bekwaamde hij zich in harmonie en contrapunt, terwijl hij vanaf zijn veertiende jaar begon te componeren. Aanvankelijk gaf hij muzieklessen in het lager onderwijs (1924-1925) en werd in 1926 leraar aan het lyceum in zijn geboortestad.
Met een studiebeurs van de Turkse overheid kon hij in 1928 naar Parijs vertrekken, waar hij aan de befaamde Schola Cantorum ging studeren. Onder zijn docenten waren Vincent d'Indy en Paul Le Flem (compositie), Eugène Borrel (fuga en compositie) en Amedée Gastoue (gregoriaans). Deze brede opleiding legde het fundament voor zijn latere werk als componist en docent, waarin hij de westerse muziek zou koppelen aan Turkse tradities. Terug in Turkije (1931) werd hij door president Atatürk aangezocht als docent aan de nieuwe school voor muziekonderwijs in Ankara en in 1934 werd hij dirigent van het presidentieel symfonieorkest. Vanaf 1936 was Saygun docent aan het conservatorium van Istanboel.
Toen in 1936 Béla Bartók Turkije bezocht om de volksmuziek te bestuderen, trok Saygun met hem mee naar Anatolië, waar hij veel volksliederen noteerde, die hij, terug in Istanboel, uitwerkte en die hem later tot composities zouden inspireren. Het intensieve contact met Bartók had verdere gevolgen: de beide mannen sloten vriendschap en Saygun kreeg tot in detail inzicht in Bartöks werkwijze. Dat zou onder meer tot uiting komen in de vier strijkkwartetten die Saygun in zijn latere leven zou schrijven.
Vanaf 1939 werkte Saygun weer in Ankara, waar hij als leider van een nieuwe instelling Ses ve Tel Birliği westerse klassieke muziek in alle uithoeken van het land propageerde, onder meer via lezingen en concerten. Een jaar later richtte hij een organisatie op, die zich inzette voor het Turkse muzikale erfgoed, vooral op het gebied van (koor)zang en in 1955 was hij een van de stichters van een folkloristisch onderzoeksinstituut in Ankara.
Naast zijn werk als componist was hij van 1946 tot 1972 compositieleraar aan het conservatorium van Ankara en vanaf 1971 tot zijn dood leraar compositie en ethnomusicologie aan het conservatorium van Istanboel.
Zijn werk leverde Saygun een aantal prestigieuze onderscheidingen op, waaronder de Inönü-prijs in 1948, de Palmes Académique van het ministerie van onderwijs in Parijs (1947), de Friedrich Schillerpenning (Duitsland, 1955) en de Pro Cultura Hungarica-prijs in Boedapest (1986).
In eigen land werd hij in 1971 Staatskunstenaar en vielen hem talrijke eerbetonen ten deel, zoals prijzen en eredoctoraten.

## Componist
Sayguns eerste succes als componist kwam in 1931, nog tijdens zijn studie in Parijs. Zijn Divertimento, op. 1 voor symfonieorkest met saxofoon en darbuka oogstte veel bijval. Hierin combineerde de componist het neoclassicisme uit de westerse muziek met de traditionele klanken uit zijn vaderland.
In 1934 schreef hij, op uitnodiging van Atatürk, de eerste Turkse opera Özsoy, een eenakter waarin de verworvenheden van de Turkse revolutie na de Eerste Wereldoorlog werden bezongen. Het succes was zo groot, dat Atatürk om een vervolg vroeg, een opera over diens toewijding aan het heldhaftige Turkse volk. Nog in hetzelfde jaar voldeed hij met een nieuwe eenakter, Taşbebek, aan dit verzoek.
Zijn latere opera's, zoals Gilgameş (1983) zijn minder politiek geladen. Die ontwikkeling zette zich al rond 1940 in en bleek uit het oratorium Yunus Emre (1942), waarin hij het leven en de poëzie van de gelijknamige Anatolische dichter centraal stelde. Met dit oratorium zou hij na de Tweede Wereldoorlog ook in Europa doorbreken als componist.
In de late jaren veertig en in de jaren vijftig legde Saygun een grote compositorische activiteit aan de dag. In 1953 verscheen zijn eerste symfonie, snel gevolgd door een tweede en derde. In deze zelfde periode schreef hij onder meer de opera Kerem (1952), zijn eerste twee strijkkwartetten, liederen en pianomuziek.
Na zijn pensionering (1972) bleef Saygun volop componeren. Er ontstonden onder meer een serie Meditaties over de mensheid (zes delen, 1977-1984), twee nieuwe symfonieën, concerten voor piano, altviool en cello en talrijke piano- en kamermuziekwerken.

## Publicaties
Als schrijver publiceerde Saygun al op jonge leeftijd een Turkse muziekencyclopedie. Vanaf 1936 schreef hij regelmatig boeken over Turkse volksmuziek en later ook over hedendaagse muziek, zoals La genie de la mélodie (1962) over Zoltán Kodály en Atatürk ve Musiki (Atatürk en de muziek, 1981). Van zijn hand kwamen ook een algemene muziekleer en een leerboek over solfège.

## Werken

### Orkest
- Op. 1 Divertimento, voor symfonieorkest, saxofoon en darbuka, 1930
- Op. 13 Magische dans, 1934
- Op. 14 Suite, 1936
- Op. 24 Halay, 1943
- Op. 29 Symfonie no. 1, 1953
- Op. 30 Symfonie no.2, 1958
- Op. 39 Symfonie no.3, 1960
- Op. 57 Rituele dans, 1975
- Op. 53 Symfonie no.4, 1974
- Op. 70 Symfonie no.5, 1985
- Op. 72 Orkestvariaties, 1985

### Concerten
- Op. 34 Pianoconcert no.1, 1952-58
- Op. 44 Vioolconcert, 1967
- Op. 59 Altvioolconcert, 1977
- Op. 71 Pianoconcert no. 2, 1985
- Op. 74 Celloconcert, 1987

### Vocaal
- Op. 3 Klaagliederen (tenorsolo and mannenkoor), 1932
- Op. 19 Cantate in oude stijl (solisten en gemengd koor), 1941
- Op. 21 Geçen Dakikalarım (baritonsolo), 1941
- Op. 26 Yunus Emre (oratorium), 1942
- Op. 41 Tien volksliederen, 1968
- Op. 54 Klaagliederen, tweede boek (tenorsolo en mannenkoor), 1974
- Op. 60 Meditaties over de Mensheid I, 1977
- Op. 61 Meditaties over de Mensheid II, 1977
- Op. 63 Meditaties over de Mensheid III, 1983
- Op. 64 Meditaties over de Mensheid IV, 1978
- Op. 66 Meditaties over de Mensheid V,1978
- Op. 69 Meditaties over de Mensheid VI, 1984

### Kamermuziek
- Op. 8 Kwartet voor klarinet, saxofoon, piano en slagwerk, 1933
- Op. 12 Cellosonate, 1935
- Op. 20 Vioolsonate, 1941
- Op. 27 Strijkkwartet no.1, 1947
- Op. 33 Suite voor viool en piano, 1955
- Op. 35 Strijkkwartet no.2, 1957
- Op. 37 Trio voor klarinet, harp en hobo, 1966
- Op. 43 Strijkkwartet no.3, 1966
- Op. 46 Blaaskwintet,1968
- Op. 55 Trio voor hobo, klarinet en piano, 1975
- Op. 62 Concerto da Camera, 1978
- Op. 68 Drie volksliederen voor vier harpen, 1983
- Op. 78 Strijkkwartet no.4, 1990

### Piano
- Op. 2 Suite, 1931
- Op. 10/a İnci'nin Kitabı (İnci's Boek), 1934
- Op. 15 Sonatine, 1938
- Op. 25 Uit Anatolië, 1945
- Op. 38 Tien etudes op "Aksak" ritmes, 1964
- Op. 45 Twaalf preludes op "Aksak" ritmes,1967
- Op. 56 Ballade voor twee piano's, 1975
- Op. 73 Gedicht voor drie piano's, 1986
- Op. 77 Sonate, 1990

- Bibsys: 97028912
- Bibliothèque nationale de France: cb13931035n (data)
- Gemeinsame Normdatei: 119084341
- International Standard Name Identifier: 0000 0001 0890 2664
- Library of Congress Control Number: n81102835
- Nationale Bibliotheek van Letland: 000337245
- MusicBrainz: 363dee06-3765-4822-a66a-0cfc69bee5db
- Nationale Bibliotheek van Tsjechië: xx0166310
- Nationale Bibliotheek van Israël: 987007278991505171
- Nederlandse Thesaurus van Auteursnamen: 069031851
- SNAC: w6d54q9h
- Système universitaire de documentation: 080625584
- Virtual International Authority File: 39564991
- WorldCat: E39PBJjhxGtt9PHQvp4xCfGPwC